# ترنسپورتس آئرئوس گواتمالتکوس
ترنسپورتس آئرئوس گواتمالتکوس (به انگلیسی: Transportes Aéreos Guatemaltecos) یک شرکت هواپیمایی با کد یاتا 5U است که در ۱۹۶۹ میلادی تأسیس شده است. دفتر مرکزی ترنسپورتس آئرئوس گواتمالتکوس در گواتمالاسیتی، گواتمالا واقع شده است و قطب این شرکت هواپیمایی در فرودگاه بین‌المللی لا آررا قرار دارد و به ۲ مقصد، پرواز انجام می‌دهد.